# 12898 Mignard
12898 Mignard è un asteroide della fascia principale. Scoperto nel 1998, presenta un'orbita caratterizzata da un semiasse maggiore pari a 3,1775184 UA e da un'eccentricità di 0,1455598, inclinata di 6,38107° rispetto all'eclittica.